# Dies Irae
Dies iræ (»Dan gnjeva«) latinski je himan iz 13. stoljeća koji se pripisuje Tomi Ćelanskom, talijanskom franjevcu, jednom od dvanaest drugova sv. Franje Asiškog. Himan opisuje Sudnji dan, posljednju trubu koja poziva duše pred prijestolje Božje, odakle će dobri biti spašeni, a zli protjerani u vječni plamen. Himan su uglazbili Giovanni Pierluigi da Palestrina, Michael Haydn, Johann Sebastian Bach, Giuseppe Verdi (u svojoj »Messa da Requiem«) i Wolfgang Amadeus Mozart.

## Tekst
U nastavku slijedi tekst himna na latinskom jeziku preuzet iz Mise za pokojne Rimskog misala iz 1962. i hrvatski tekst himna preuzet iz zbirke crkvenih himana u prijevodu Milana Pavelića.
| 01 | Dies irae! Dies illa Solvet saeclum in favilla: Teste David cum Sibylla!                  | U dan onaj, u dan gnjeva Ognjem svijet će sav da sijeva: Sa Sibilom David pjeva!                       |
| 02 | Quantus tremor est futurus, Quando iudex est venturus, Cuncta stricte discussurus!        | Kolik strah će na sve pasti Kada Sudac s višnjom vlasti Dođe pretrest ljudske strasti!                 |
| 03 | Tuba mirum spargens sonum Per sepulchra regionum, Coget omnes ante thronum.               | S trublje čudan zvuk romoni, U sva groblja budeć roni I pred prijestol mrtve goni.                     |
| 04 | Mors stupebit, et natura, Cum resurget creatura, Iudicanti responsura.                    | Smrt i narav zadivljene Motre ljude oživljene Na sud Božji sakupljene.                                 |
| 05 | Liber scriptus proferetur, In quo totum continetur, Unde mundus iudicetur.                | Otvara se knjiga jada, Knjiga grešna ljudskog rada, Što će vagnut biti sada.                           |
| 06 | Iudex ergo cum sedebit, Quidquid latet, apparebit: Nil inultum remanebit.                 | Kada Sudac sudit stane, Sve će tajne biti znane, Sve grehote pokarane.                                 |
| 07 | Quid sum miser tunc dicturus? Quem patronum rogaturus, Cum vix iustus sit securus?        | Što ću jadan tada zborit? Komu ću se zagovorit Gdje i dobre strah će morit?                            |
| 08 | Rex tremendae maiestatis, Qui salvandos salvas gratis, Salva me, fons pietatis.           | Kralju strašne veličine, Dajuć spas ko dar s visine, Spasi mene, pun miline!                           |
| 09 | Recordare, Iesu pie, Quod sum causa tuae viae: Ne me perdas illa die.                     | Sjeti se, o Spase mio Da si za me putnik bio, Ne daj mi u paklu dio.                                   |
| 10 | Quarens me, sedisti lassus: Redemisti Crucem passus: Tantus labor non sit cassus.         | Ištući me trudan hoda, Spasenje mi križem poda, Zar da bude to bez ploda?                              |
| 11 | Iuste iudex ultionis, Donum fac remissionis Ante diem rationis.                           | Višnji Suče, pravdo stroga, Sagrješenja prosti mnoga Prije dana osvetnoga.                             |
| 12 | Ingemisco, tamquam reus: Culpa rubet vultus meus: Supplicanti parce, Deus.                | Uzdišem ko krivac hudi, Grijeh mi stidom lice rudi, Dršćuć prosim: ne osudi!                           |
| 13 | Qui Mariam absolvisti, Et latronem exaudisti, Mihi quoque spem dedisti.                   | Mariju si opravdao, Raj zločincu obećao Pa i meni nadu dao                                             |
| 14 | Preces meae non sunt dignae: Sed tu bonus fac benigne, Ne perenni cremer igne.            | Molitva mi nema moći Al' ti blag si, ne daj poći U plam vječni mojoj zloći.                            |
| 15 | Inter oves locum praesta, Et ab haedis me sequestra, Statuens in parte dextra.            | K ovcama me svojim kreni, Među jarad ne daj meni, S desne strane mene djeni.                           |
| 16 | Confutatis maledictis, Flammis acribus addictis: Voca me cum benedictis.                  | Kad potreseš grešnim svijetom, Plamenu ga predaš kletom, Zovni mene s vojskom svetom.                  |
| 17 | Oro supplex et acclinis, Cor contritum quasi cinis: Gere curam mei finis.                 | Molim u svoj sniženosti, Srca puna skrušenosti: Daj mi umrijet u milosti.                              |
| 18 | Lacrimosa dies illa, qua resurget ex favilla Iudicandus homo reus. Huic ergo parce, Deus: | Avaj dana suza,straha Kada grešni stvor iz praha Pođe k sudu posljednjemu! Slatki Spase, prosti njemu, |
| 19 | Pie Iesu Domine, dona eis requiem. Amen.                                                  | Milo duše pogledaj, Pokoj vječni njima daj. Amen.                                                      |

Najstariji poznati hrvatski prepjev (14. ili 15. st.) pronađen je u šibenskom Samostanu sv. Frane, pod naslovom »Dies irae – Sudac hoće gńivan priti«. Matija Divković spjevao je »Sudac gnjevan«, na temelju ovog himna.